# Чудеса на виражах
«Чудеса на виражах» (англ. TaleSpin) — американский мультипликационный сериал, снятый компанией «Walt Disney Television Animation». Впервые был показан в США в 1990 году на канале Disney Channel.
Веб-сайт IGN присвоил мультсериалу 81-е место в списке сотни лучших мультипликационных сериалов.

## Описание
После предварительного показа «Чудес на виражах», состоявшегося на американском канале Disney в период с 5 мая 1990 года по 15 июля 1990 года, мультсериал начал свой синдицированный показ в сентябре того же года. Оригинальная концепция мультсериала является продолжением вводного полнометражного телевизионного фильма «Грабёж и молнии» (1990), который в 1991 году выиграл премию «Энни». После его премьеры 7 сентября 1990 года, фильм был отредактирован и разделён на четыре получасовых серии для трансляции в составе двухчасовой программы «The Disney Afternoon». Последняя 65-я серия мультсериала «Чудеса на виражах» была показана в США 8 августа 1991 года. С 2006 года мультсериал транслируется вместе с несколькими другими классическими диснеевскими мультсериалами на канале «Toon Disney».
Некоторые персонажи сериала основаны на героях из диснеевской экранизации «Книги джунглей»: главный пилот и герой сериала — Балу; хозяин любимого бара Балу и его лучший друг — Луи; городской бизнес-магнат — Шер-Хан. Однако, несмотря на использование персонажей из фильма в мультсериале, «Чудеса на виражах» никогда не подразумевался как «спин-офф» или пародия на «Книгу джунглей».
Идея сюжета и ряда персонажей прямо заимствована из малоизвестного телесериала «Байки золотой обезьяны» о приключениях бывшего военного лётчика, ныне перевозчика на самолёте-амфибии, и его приятелей на предвоенных островах в Тихом океане (сам телесериал, в свою очередь, был вдохновлён фильмом 1939 года «Только у ангелов есть крылья»).
Действие мультсериала «Чудеса на виражах» происходит в вымышленном портовом городе-государстве Кейп-Сюзет, окружённом со всех сторон гигантскими скалами. С внешним миром Кейп-Сюзет соединяет маленький проход, который охраняется противовоздушной артиллерией, не пропускающей воздушных пиратов. Персонажи мира мультфильма «Чудеса на виражах» являются антропоморфными животными. Время действия в сериале не указано, но похоже, что оно соответствует второй половине 1930-х годов или же началу 1940-х: в одной из серий упоминается «Великая война», закончившаяся около 20 лет назад (так в межвоенный период называлась Первая мировая война). Вертолёты и реактивные двигатели пока что являются экспериментальными и не имеют широкого распространения, большая часть архитектуры напоминает стиль ар-деко 1930-х годов, радио является основным средством массовой информации (кроме того, издаются газеты и в кинотеатрах перед началом сеанса демонстрируется кинохроника), а в одном из эпизодов появляется намёк на то, что герои мультсериала ещё ничего не знают о телевидении. Гидросамолёт главного героя Conwing L-16, ласково называемый «Нырок» или «Утёнок» (англ. Sea Duck) внешне выглядит как комбинация реальных самолётов Grumman JRF и Fairchild C-82.
Мультсериал представляет собой приключения медведя Балу — лётчика, специализирующегося на доставке грузов по малоосвоенной местности. Самолёт Балу находится в собственности у Ребекки Каннингем, владеющей компанией «Заплати и лети» (англ. Higher for Hire). Отношения Балу и Ребекки имеют общие черты с отношениями американских комедийных фильмов 1930-х годов. Сирота и в прошлом воздушный пират, медвежонок Кит Ветрогон, после бегства от пиратов стал штурманом и лучшим другом Балу. В мультсериале показываются все «взлёты и падения», происходящие с работниками компании «Заплати и лети» со дня её основания. Нередко они бывают втянуты в столкновения с воздушными пиратами под предводительством артистического Дона Карнажа, или с представителями крайне милитаристского и тоталитарного государства Тембрия, населённого антропоморфными кабанами.
В России перевод мультсериала осуществляла телевизионная студия кинопрограмм (1991—1992) и «Невафильм» (2003).

## Персонажи
Постоянными героями мультсериала являются:
- Балу (англ. Baloo) — пилот гидросамолёта «Нырок», работающий в маленькой компании по перевозке грузов под названием «Заплати и лети».
- Кит Ветрогон (англ. Kit Cloudkicker) — двенадцатилетний друг и помощник Балу, штурман «Нырка».
- Ребекка Каннингем (англ. Rebecca Cunningham) — хозяйка компании «Заплати и лети».
- Молли Каннингем (англ. Molly Cunningham) — пятилетняя дочь Ребекки Каннингем.
- Баламут (англ. Wildcat) — механик компании «Заплати и лети», старый друг Балу.
- Луи (англ. Louie) — владелец острова-ресторана, любимого заведения лётчиков города.
- Дон Карнаж (англ. Don Karnage) — предводитель хорошо вооружённой, но плохо организованной банды воздушных пиратов и капитан воздушного корабля «Железный гриф».
- Шер-Хан (англ. Shere Khan) — глава могущественной монополистической промышленной корпорации «Хан Индастриз».
- Полковник Спигот (англ. Colonel Spigot) — командир тембрийской авиации, занятый в основном бумажной работой.

## DVD-релизы

### Соединённые Штаты Америки, Австралия
Walt Disney Studios Home Entertainment выпустила 54 серии на DVD в двух томах. Первый том был выпущен 29 августа 2006 года, (содержащий серии с 1 по 27), а второй 13 ноября 2007 года (содержащий серии с 28 по 54). Каждый из них содержит три диска DVD-9, на которых размещено по 9 серий. Второй том содержит спорную серию «Город за горизонтом», которая временно запрещалась на американском телевидении. Релиз оставшихся 11 серий состоялся на третьем и финальном DVD-издании 25 июня 2013 года, на двух дисках DVD-9.

| Название DVD                   | Количество серий | Дата релиза                                                                                              |
| ------------------------------ | ---------------- | --- |
| TaleSpin: Volume 1 (диски 1-3) | 27               | 29 августа 2006 года (США) 17 августа 2012 года (Австралия)                                              |
| TaleSpin: Volume 2 (диски 4-6) | 27               | 13 ноября 2007 года (США) 15 марта 2013 года (Австралия)                                                 |
| TaleSpin: Volume 3 (диски 7,8) | 11               | 25 июня 2013 года(Disney Movie Club) 12 октября 2014 года (релиз в США) 11 октября 2013 года (Австралия) |

### Великобритания
В Великобритании мультсериал был выпущен 11 февраля 2013 года на 3-дисковом DVD-издании, включающем первые 17 эпизодов мультсериала. Следующий выпуск мультсериала на 3-дисковом DVD-издании, включающий следующие 16 эпизодов, состоялся 20 мая 2013 года. О выпуске следующих эпизодов мультсериала в Великобритании пока не сообщается.
| Название DVD                   | Количество серий | Дата релиза          |
| ------------------------------ | ---------------- | -------------------- |
| TaleSpin: Volume 1 (диски 1-3) | 17               | 11 февраля 2013 года |
| TaleSpin: Volume 2 (диски 4-6) | 16               | 20 мая 2013 года     |

### Германия
В Германии первый выпуск DVD «Чудеса на виражах» выпущен 5 декабря 2012 года на 3-дисковом издании, включающим в себя первые 17 эпизодов мультсериала. Следующий выпуск мультсериала состоялся 7 марта 2013 года, включая последующие 16 эпизодов. Третий, и в настоящее время последний релиз, включающий в себя ещё 17 эпизодов, был выпущен 29 мая 2013 года.
| Название DVD                              | Количество серий | Дата релиза         |
| ----------------------------------------- | ---------------- | ------------------- |
| TaleSpin: Volume 1 (диски 1-3)            | 17               | 5 декабря 2012 года |
| TaleSpin: Volume 2 (диски 4 или 4-6)      | 16               | 7 марта 2013        |
| TaleSpin: Volume 3 (диски 5 или 7 или 7-9 | 17               | 29 мая 2013 года.   |

## Видеоигры
По мотивам мультсериала в 1991 году компания Capcom разработала игру TaleSpin для игровых консолей Nintendo Entertainment System и Game Boy. Чуть позже другими компаниями были разработаны одноимённые игры в жанре платформера для Sega Mega Drive, Sega Game Gear и TurboGrafx-16. Также в War Thunder с 1 апреля 2021 стартовало тематическое событие. Закончилось 4 апреля 2021.

## Комиксы
Ежемесячный комикс, основанный на концепции мультсериала, издавался подразделением Disney Comics с 1991 года и составил семь выпусков (если считать 4 издания с мини-сериалом, основанном на премьере мультсериала, то 11). Прекращение работ над продолжением комикса через семь месяцев после их начала так и не дало возможности запланированного раскрытия биографии главных персонажей. Интересен тот факт, что в седьмом выпуске в конце описывается следующий, так и не вышедший выпуск, названный «Шпионы Кейп-Сюзет». Последующие истории печатались в «Disney Adventures» с 1990 по 1995, а также в комиксах «Disney Afternoon», издаваемых Marvel Comics.

## Саундтрек
Автор инструментальной музыки к мультсериалу «Чудеса на виражах» — известный в американской киноиндустрии композитор Кристофер Лайвли Стоун. Торговая марка «Walt Disney Records» никогда не выпускала официального саундтрека к «Чудесам на виражах», однако в 1994 году композитору удалось выпустить ограниченным тиражом в сто экземпляров отдельный альбом с фрагментами саундтрека для демонстрационных целей.
| №                   | Название                       | Длительность |
| ------------------- | ------------------------------ | ------------ |
| 1.                  | «Opening Air Battle»           | 2:27         |
| 2.                  | «Romantic Theme»               | 1:31         |
| 3.                  | «Wind Surfing / Iron Vulture»  | 1:23         |
| 4.                  | «Don Karnage's Cave»           | 1:47         |
| 5.                  | «Kit's Flight»                 | 1:44         |
| 6.                  | «Wild Cat's Wild Ride»         | 0:50         |
| 7.                  | «Big Battle»                   | 3:38         |
| 8.                  | «Cape Suzette»                 | 1:00         |
| 9.                  | «Don Karnage's Theme»          | 0:29         |
| 10.                 | «Kit's Chase»                  | 0:57         |
| 11.                 | «Snowflakes / Rebecca's Theme» | 1:59         |
| 12.                 | «Rebecca Flustered»            | 1:49         |
| 13.                 | «Molly in Christmas Land»      | 2:47         |
| 14.                 | «Molly Sees Santa»             | 4:41         |
| 15.                 | «Omen / Storm»                 | 2:02         |
| 16.                 | «Khan Tower»                   | 1:19         |
| 17.                 | «Tinabula / Scarab Chase»      | 4:12         |
| 18.                 | «Baloo Saves the Ship»         | 2:33         |
| 19.                 | «Finale»                       | 2:33         |
| 20.                 | «Louie's Place»                | 0:35         |
| Общая длительность: | Общая длительность:            | 40:16        |

## Награды
- Премия «Эмми» — 1991 год — Джимн Мэгон, Лэрри Латсэм, Роберт Тейлор, Марк Заслов, Алан Бёрнетт и Лен Эслей за работу над фильмом «Чудеса на виражах: Грабёж и молнии»[6][26][27].

## Список серий
1. «Грабёж и молнии, часть 1» (Plunder and Lightning. Part 1)
2. «Грабёж и молнии, часть 2»[28] (Plunder and Lightning. Part 2)
3. «Грабёж и молнии, часть 3» (Plunder and Lightning. Part 3)
4. «Грабёж и молнии, часть 4» (Plunder and Lightning. Part 4)
5. «Кто заменит робота?» (From Here to Machinery)
6. «Пираты и морское чудище» (It Came From Beneath the Sea Duck)
7. «Время не ждёт» (Time Waits for No Bear)
8. «Трудно быть мамой» (Mommy for a Day)
9. «Лёд и больше ничего» (I Only Have Ice for You)
10. «Молли в неволе» (Molly Coddled)
11. «Охотники за сокровищами»[29] (Polly Wants a Treasure)
12. «Игра слов» (Vowel Play)
13. «Кому дороже идол?» (The Idol Rich)
14. «Буря»[30] (Stormy Weather)
15. «Еле-еле душа в теле» (Bearly Alive)
16. «Мечты, где ваша сладость?» (Her Chance to Dream)
17. «Суета из-за кита» (All’s Whale That Ends Whale)
18. «Тембрийская награда» (The Golden Sprocket of Friendship)
19. «Надбавка за заправку» (For a Fuel Dollars More)
20. «Просто у Вас глупый вид, часть 1» (A Bad Reflection on You. Part 1)
21. «Просто у Вас глупый вид, часть 2»[31] (A Bad Reflection on You. Part 2)
22. «Медведь на бреющем полёте» (On a Wing and a Bear)
23. «И звёзды меркнут» (A Star is Torn)
24. «Не всё то золото, что блестит» (A Touch of Glass)
25. «Чем они больше, тем сильнее хрюкают» (The Bigger They Are, the Louder They Oink)
26. «Шпион познаётся в беде» (A Spy in the Ointment)
27. «Балу голубых кровей» (The Balooest of the Blue Bloods)
28. «Превращения от похищения» (A Baloo Switcheroo)
29. «Легендарный авиатор Джексон» (Whistlestop Jackson, Legend)
30. «Всё или ничего» (Double or Nothing)
31. «В воздухе женщины» (Feminine Air)
32. «Город за горизонтом» (Last Horizons)
33. «Полёт снежного утёнка» (Flight of the Snow Duck)
34. «Если ты спас тигра» (Save the Tiger)
35. «Старик и Утёнок» (The Old Man and the Sea Duck)
36. «Война врунов» (War of the Wierds)
37. «Грозные капитаны» (Captains Outrageous)
38. «Бандиты и время» (The Time Bandit)
39. «По ком звонит колокол?, часть 1» (For Whom the Bell Klangs. Part 1)
40. «По ком звонит колокол?, часть 2» (For Whom the Bell Klangs. Part 2)
41. «Гражданин Хан» (Citizen Khan)
42. «Овёс и необычное наказание» (Gruel and Unusual Punishment)
43. «С Рождеством, Молли!» (A Jolly Molly Christmas)
44. «Воспитание Балу» (My Fair Baloo)
45. «Искатели утраченного сокровища» (Waiders of the Wost Tweasure)
46. «Лучшая школа пилотов» (Flight School Confidential)
47. «Задержание Младенчика» (Bringing Down Babyface)
48. «Пушки и прыжки» (Jumping the Guns)
49. «Тайны ошибок древности»[32] (In Search of Ancient Blunders)
50. «Последний шанс Луи» (Louie’s Last Stand)
51. «Глубокие знания» (Sheepskin Deep)
52. «Пиццу с неба получай» (Pizza Pie in the Sky)
53. «Балу-громовержец» (Baloo Thunder)
54. «Реактивный Балу» (Bullethead Baloo)
55. «Судьбу не обманешь» (Destiny Rides Again)
56. «Экспериментальная модель» (Mach One for the Gipper)
57. «Я от тебя не отстану» (Stuck on You)
58. «Пушистые непоседы» (The Sound and the Furry)
59. «Выкуп за тётушку» (The Ransom of Red Chimp)
60. «Дорога в Макадамию» (The Road to Macadamia)
61. «Ваш почтальон Балу» (Your Baloo’s in the Mail)
62. «Потерянный рай» (Paradise Lost)
63. «Очень маленькая Молли» (The Incredible Shrinking Molly)
64. «Гости из прошлого» (Bygones)
65. «Осторожно, за штурвалом ас!» (Flying Dupes)